# Elroy
Elroy es un lugar designado por el censo ubicado en el condado de Wayne en el estado estadounidense de Carolina del Norte.

## Geografía
Elroy se encuentra ubicado en las coordenadas 35°20′4″N 77°55′34″O / 35.33444, -77.92611. Según la Oficina del Censo, la localidad tiene un área total de 16,6 km² (6,4 mi²), de la cual 16,6 km² (6,4 mi²) es tierra y 0 km² (0 mi²) (0.0%) es agua.

### Localidades adyacentes
El siguiente diagrama muestra a las localidades en un radio de 16 kilómetros (9,9 mi) de Elroy.

## Demografía
La localidad en el año 2000, tenía una población de 3.896 habitantes en una superficie de 16,6 km², con una densidad poblacional de 234,1 personas por km².En el 2000la renta per cápita promedia del hogar era de $35.286, y el ingreso promedio para una familia era de $37.853. El ingreso per cápita para la localidad era de $17.197. Los hombres tenían un ingreso per cápita de $25.943 contra $21.776 para las mujeres. Alrededor del 11.50% de la población estaba bajo el umbral de pobreza nacional.
Según el censo de 2020, contaba con 3755 residentes, de los cuales 1891 eran blancos, 34 amerindios, 74 asiáticos, 867 afroamericanos, 796 hispanos o latinos, 578 de otra raza y 311 de dos o más razas.